# Natalia de Molina
Natalia de Molina Díaz (Linares, Jaén, 19 de diciembre de 1990) es una actriz española, ganadora del European Shooting Star 2015 de la Berlinale y de dos Premios Goya por sus interpretaciones en Vivir es fácil con los ojos cerrados (2014) y Techo y comida (2016).

## Biografía
Natalia de Molina nació el 19 de diciembre de 1990 en Linares, Jaén y se crio en Granada. Estudió Interpretación Musical en la Escuela Superior de Arte Dramático de Málaga y en el Estudio Corazza de Madrid. Su hermana mayor es la actriz Celia de Molina

## Carrera
Comenzó en el mundo del audiovisual con la película Vivir es fácil con los ojos cerrados de David Trueba, que la puso en el punto de mira. Gracias a su trabajo, recibió diversos premios entre los que destacan el Premio Goya a actriz revelación y el premio a mejor actriz revelación del Círculo de Escritores Cinematográficos.
En 2015, fue la protagonista de la comedia Cómo sobrevivir a una despedida, junto a su hermana Celia de Molina y los actores Ursula Corberó, María Hervás y Brays Efe y participó en Solo química de Alfonso Albacete. Además, recibió de manos de Natalie Portman el Premio Shooting Star de la European Film Promotion que se otorga en el Festival Internacional de Cine de Berlín. Ese mismo año, protagonizó la película Techo y comida, donde interpretó a Rocío. Gracias a su actuación recibió el Goya a mejor actriz protagonista, por el que competía junto a las actrices Penélope Cruz y Juliette Binoche, convirtiéndose así en la actriz española más joven en conseguir dos Premios Goya. También recibió la medalla del CEC a la mejor actriz y la Biznaga de plata a la mejor actriz en el festival de cine de Málaga.
En 2016 realizó un papel en la película Pozoamargo. Además, coprotagonizó Kiki, el amor se hace, dirigida por Paco León. En 2017 participó en la comedia Los del túnel, junto a Arturo Valls y Raúl Cimas, y fue una de las protagonistas del telefilme La llum d'Elna de TV3.
Desde 2018 es miembro de la Academia de las Artes y Ciencias Cinematográficas de Hollywood. Ese año, estrenó la cinta de terror No dormirás, junto a Eva De Dominici y Belén Rueda. Además, protagonizó Animales sin collar de Jota Linares, junto a Daniel Grao, y fue una de las protagonistas del largometraje de Carlos Vermut Quién te cantará, por el que fue nominada en los Premios Goya como mejor interpretación femenina de reparto. En 2019 fue la protagonista de tres películas: Elisa y Marcela, película original de Netflix dirigida por Isabel Coixet, que cuenta la historia de dos mujeres que se casaron en 1901 en el primer matrimonio homosexual registrado en España; 522. Un gato, un chino y mi padre de Paco R. Baños; y Adiós, junto a Mario Casas, por la cual fue nuevamente nominada en los Goya como mejor interpretación femenina de reparto.
En 2020 participó en la películas Las niñas, dirigida por Pilar Palomero, donde interpretó a Adela. Por su trabajo en la película fue nominada, por tercera vez consecutiva, como mejor interpretación femenina de reparto en los Premios Goya. También ese año iba a ser una de las protagonistas de Operación Camarón, la película cómica dirigida por Carlos Therón con el apoyo de Mediaset España, sin embargo, por las restricciones del COVID-19, la película retrasó su estreno hasta junio de 2021.

## Filmografía

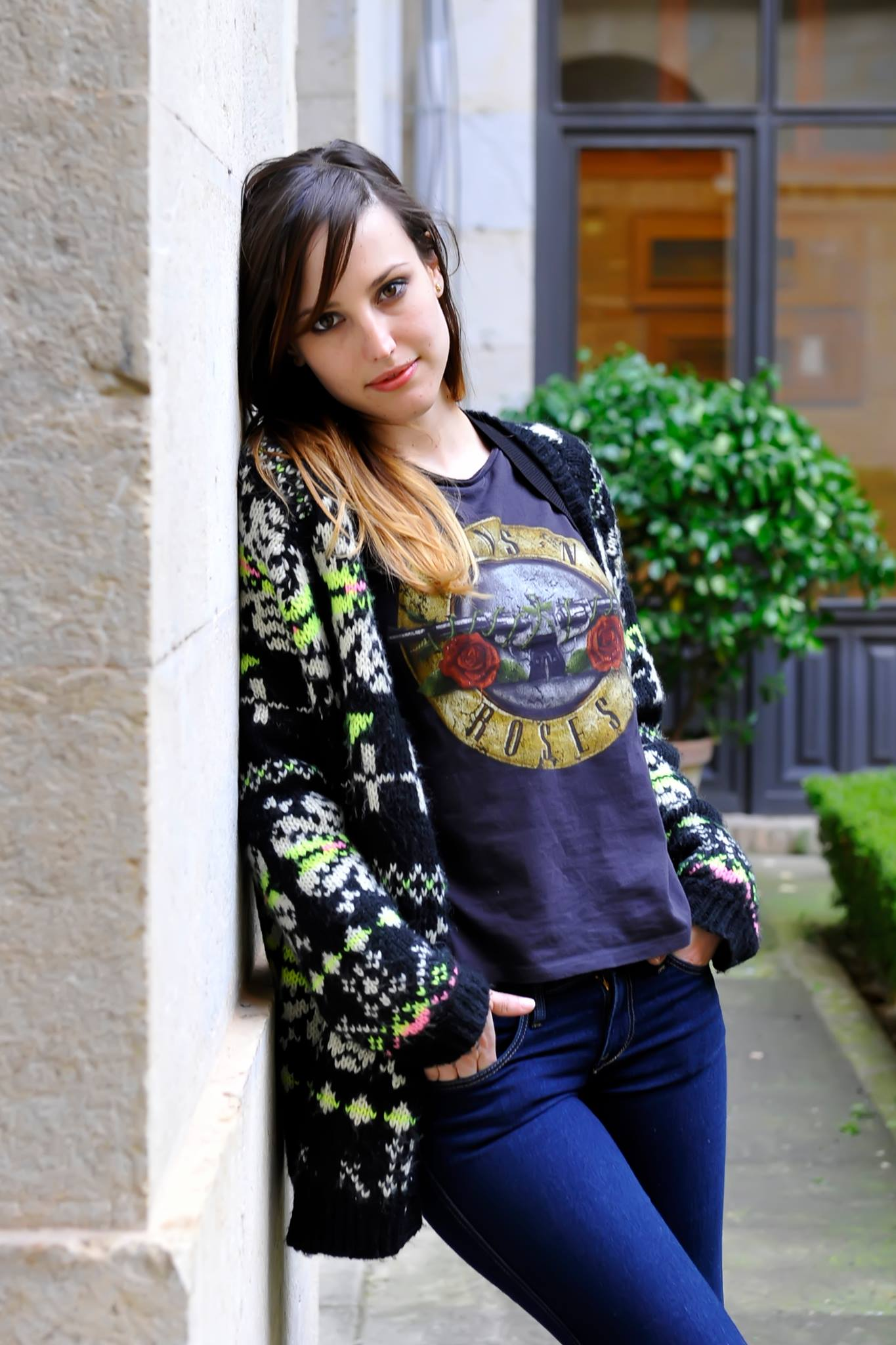
Natalia de Molina en 2014.

### Cine
| Año  | Título                               | Personaje | Director                 |
| ---- | ------------------------------------ | --------- | ------------------------ |
| 2013 | Vivir es fácil con los ojos cerrados | Belén     | David Trueba             |
| 2013 | Temporal                             | Sara      | Catxo López              |
| 2015 | Solo química                         | Melanie   | Alfonso Albacete         |
| 2015 | Cómo sobrevivir a una despedida      | Nora      | Manuela Burló Moreno     |
| 2015 | Techo y comida                       | Rocío     | Juan Miguel del Castillo |
| 2016 | Pozoamargo                           | Gloria    | Enrique Rivero           |
| 2016 | Kiki, el amor se hace                | Natalia   | Paco León                |
| 2017 | Los del túnel                        | Miriam    | Pepón Montero            |
| 2018 | No dormirás                          | Cecilia   | Gustavo Hernández        |
| 2018 | Animales sin collar                  | Nora      | Jota Linares             |
| 2018 | Quién te cantará                     | Marta     | Carlos Vermut            |
| 2019 | 522. Un gato, un chino y mi padre    | George    | Paco R. Baños            |
| 2019 | Elisa y Marcela                      | Elisa     | Isabel Coixet            |
| 2019 | Adiós                                | Triana    | Paco Cabezas             |
| 2020 | Las niñas                            | Adela     | Pilar Palomero           |
| 2021 | Operación Camarón                    | Lucy      | Carlos Therón            |
| 2022 | Un año, una noche                    | Julia     | Isaki Lacuesta           |
| 2022 | La maniobra de la tortuga            | Cristina  | Juan Miguel del Castillo |
| 2022 | Espejo, espejo                       | Paula     | Marc Crehuet             |
| 2022 | Contando ovejas                      | Paola     | José Corral              |
| 2023 | Asedio                               | Dani      | Miguel Ángel Vivas       |
| 2024 | ¿Es el enemigo? La película de Gila  | Rosa      | Alexis Morante           |
| 2025 | Desmontando un elefante              | Blanca    | Aitor Echeverría         |

### Televisión
| Año       | Título                 | Personaje                     | Notas                          |
| --------- | ---------------------- | ----------------------------- | ------------------------------ |
| 2015      | Bajo sospecha          | Leticia «Leti» Rodríguez      | Elenco principal (temporada 1) |
| 2016      | Web Therapy            | María del Mar                 | 3 episodios                    |
| 2016      | Paquita Salas          | Ella misma                    | 1 episodio                     |
| 2016–2017 | El antivlog            | Ella misma                    | Protagonista; 6 episodios      |
| 2017      | La luz de la esperanza | Carmen                        | Película de televisión         |
| 2017      | El fin de la comedia   | Ella misma                    | 1 episodio                     |
| 2018      | La catedral del mar    | Francesca de joven            | 2 episodios                    |
| 2019      | Foodie Love            | Natalia                       | 2 episodios                    |
| 2022      | Fácil                  | Margarita «Marga» Baena Lomas | Protagonista (miniserie)       |
| 2024      | Mano de hierro         | Rocío Manchado                | Elenco principal; 8 episodios  |
| 2025      | Superestar             | Loly Álvarez                  | Elenco recurrente; 6 episodios |

### Teatro
| Año       | Título                          | Personaje    | Director               |
| --------- | ------------------------------- | ------------ | ---------------------- |
| 2009      | La medida                       | Esclavo      | Silvia Ríos            |
| 2009      | La dama boba                    | Nise         | Silvia Ríos            |
| 2010      | La pereza                       | Martha       | Silvia Ríos            |
| 2010      | Nine                            | Nina Darling | Antonio Jesús González |
| 2011      | Me gusta el café solo con hielo | Conciencia   | Celia de Molina        |
| 2011      | Me muero, me muero              | Rosa         | Hermanos Rico          |
| 2011-2012 | Sonias                          | Sonia        | C. Rico                |
| 2012-2013 | La mirilla                      | Ada Jeane    | Sergio Candel          |
| 2013      | Liberté, égalité, yeyé          | Pitu/María   | Paco Anaya             |
| 2015      | Clara Bow                       | Dorothy      | Secun de la Rosa       |

## Premios y nominaciones
Premios Goya
| Año  | Categoría                 | Película                             | Resultado |
| ---- | ------------------------- | ------------------------------------ | --------- |
| 2014 | Mejor actriz revelación   | Vivir es fácil con los ojos cerrados | Ganadora  |
| 2016 | Mejor actriz protagonista | Techo y comida                       | Ganadora  |
| 2019 | Mejor actriz de reparto   | Quién te cantará                     | Nominada  |
| 2020 | Mejor actriz de reparto   | Adiós                                | Nominada  |
| 2021 | Mejor actriz de reparto   | Las niñas                            | Nominada  |

Medallas del Círculo de Escritores Cinematográficos
| Año  | Categoría               | Película                             | Resultado |
| ---- | ----------------------- | ------------------------------------ | --------- |
| 2013 | Actriz revelación       | Vivir es fácil con los ojos cerrados | Ganadora  |
| 2015 | Mejor actriz            | Techo y comida                       | Ganadora  |
| 2018 | Mejor actriz secundaria | Quién te cantará                     | Nominada  |
| 2019 | Mejor actriz secundaria | Adiós                                | Ganadora  |
| 2020 | Mejor actriz secundaria | Las niñas                            | Nominada  |

Premios Días de Cine
| Año  | Categoría             | Película       | Resultado |
| ---- | --------------------- | -------------- | --------- |
| 2016 | Mejor actriz española | Techo y comida | Ganadora  |

Premios Feroz
| Año  | Categoría                 | Película                             | Resultado |
| ---- | ------------------------- | ------------------------------------ | --------- |
| 2014 | Mejor actriz de reparto   | Vivir es fácil con los ojos cerrados | Nominada  |
| 2016 | Mejor actriz protagonista | Techo y comida                       | Nominada  |
| 2018 | Mejor actriz de reparto   | Quién te cantará                     | Nominada  |
| 2021 | Mejor actriz de reparto   | Las niñas                            | Nominada  |

Premios Cinematográficos José María Forqué
| Año  | Categoría                 | Película       | Resultado |
| ---- | ------------------------- | -------------- | --------- |
| 2016 | Mejor actriz protagonista | Techo y comida | Ganadora  |
| 2022 | Mejor actriz TV           | Fácil          | Nominada  |

Festival Internacional de Cine de Berlín
| Año  | Categoría           | Resultado |
| ---- | ------------------- | --------- |
| 2015 | Shooting Star Award | Ganadora  |

Premios Sant Jordi
| Año  | Categoría                 | Película       | Resultado |
| ---- | ------------------------- | -------------- | --------- |
| 2016 | Mejor actriz protagonista | Techo y comida | Ganadora  |

Festival de Málaga
| Año  | Categoría                          | Película       | Resultado |
| ---- | ---------------------------------- | -------------- | --------- |
| 2015 | Biznaga de Plata a la Mejor Actriz | Techo y comida | Ganadora  |

Fotogramas de Plata
| Año  | Categoría            | Película       | Resultado |
| ---- | -------------------- | -------------- | --------- |
| 2016 | Mejor actriz de cine | Techo y comida | Nominada  |

Neox Fan Awards
| Año  | Categoría            | Película                        | Resultado |
| ---- | -------------------- | ------------------------------- | --------- |
| 2015 | Mejor actriz de cine | Cómo sobrevivir a una despedida | Nominada  |

Premios Gaudí
| Año  | Categoría                 | Película       | Resultado |
| ---- | ------------------------- | -------------- | --------- |
| 2016 | Mejor actriz protagonista | Techo y comida | Nominada  |
| 2021 | Mejor actriz secundaria   | Las niñas      | Nominada  |

Premios ASECAN del Cine Andaluz
| Año  | Categoría                                  | Película                             | Resultado |
| ---- | ------------------------------------------ | ------------------------------------ | --------- |
| 2014 | Mejor interpretación femenina protagonista | Vivir es fácil con los ojos cerrados | Nominada  |
| 2016 | Mejor interpretación femenina protagonista | Techo y comida                       | Ganadora  |
| 2019 | Mejor interpretación femenina de reparto   | Quién te cantará                     | Ganadora  |
| 2019 | Mejor interpretación femenina protagonista | Animales sin collar                  | Nominada  |
| 2020 | Mejor interpretación femenina protagonista | 522. Un gato, un chino y mi padre    | Nominada  |
| 2021 | Mejor interpretación femenina protagonista | Operación Camarón                    | Nominada  |
| 2021 | Mejor interpretación femenina de reparto   | Las niñas                            | Ganadora  |
| 2023 | Mejor interpretación femenina protagonista | La maniobra de la tortuga            | Ganadora  |

Premios Carmen
| Año  | Categoría                                  | Película                  | Resultado |
| ---- | ------------------------------------------ | ------------------------- | --------- |
| 2022 | Mejor interpretación femenina de reparto   | Operación Camarón         | Ganadora  |
| 2023 | Mejor interpretación femenina protagonista | La maniobra de la tortuga | Ganadora  |

Premios Unión de Actores
| Año  | Categoría                                | Película       | Resultado |
| ---- | ---------------------------------------- | -------------- | --------- |
| 2016 | Mejor protagonista femenina de cine      | Techo y comida | Nominada  |
| 2019 | Mejor actriz en producción internacional | No dormirás    | Nominada  |

Premios Turia
| Año  | Categoría                 | Película                             | Resultado |
| ---- | ------------------------- | ------------------------------------ | --------- |
| 2014 | Mejor actriz revelación   | Vivir es fácil con los ojos cerrados | Ganadora  |
| 2016 | Mejor actriz protagonista | Techo y comida                       | Ganadora  |